# Parazodion schmidti
Parazodion schmidti är en tvåvingeart som beskrevs av Krober 1927. Parazodion schmidti ingår i släktet Parazodion och familjen stekelflugor.
Artens utbredningsområde är Costa Rica. Inga underarter finns listade i Catalogue of Life.